# Jeфтимије Љубибратић
Јефтимије Љубибратић (Дубровник, 1716 — Беч, 1. новембар 1783), српски генерал (фелдмаршал-лајтнант) у аустријској служби. Због заслуга у ратовима добио је племство и постао је гроф од Требиња. Љубибратићи су били најугледније српско братство и властелинско племе у области Требиња и Конавла у 14. и 15. вијеку.

## Учешће у ратовима
Јефта или Јефтимије Љубибратић (писало се и Јероним) рођен је 1716. у Дубровнику. Старином је из Требиња. Ступио је 1730. као кадет у војску у Војној крајини. Учествовао је 1742. као поручник у Тренковим добровољцима у Рату за аустријско насљеђе против Пруса, Бавараца и Француза. Након тога прешао је у градишку регименту, у којој је дуго служио. Током 1744. посебно се истакао у бици код Шердинга и унапређен је у чин капетана. У тој бици био је тешко рањен. Након опоравка поново је учествовао у рату и истакао се код Цетенберга, Линца, Хехштета и Лауинга, па је 1746. унапређен у чин мајора. Године 1753. унапређен је у чин потпуковника. На почетку Седмогодишњег рата (1754—1763) учествовао је у рату против Пруса. Са 600 војника разбио је у Моравској на Сеници цијелу непријатељску коњичку регименту. Посебно се истакао у бици код Ландсхута. Након погибије пуковника Давида Вулетића Јефта Љубибратић је унапређен 1758. у чин пуковника и постао је командант 8. градишке регименте. Добио је и статус барона са предикатом гроф од Требиња. Истакао се и приликом заузимања Олмица, под Кенигрецом, у боју код Мајсена и код Максена. За показану храброст у другој бици код Ландсхута царица Марија Терезија га је 1760. одликовала витешким крстом.

## Од затвора до генерала
Након окончања Седмогодишњег рата вратио се у штабно место Нову Градишку. Наредио је 1764. да се обнављају царски друмови и да се поред њих сади воће. Наредио је граничарима регулацију насеља, па су расштркане куће морале да се напусте и да се нове куће распореде уз друм. Међутим, гроф Мерси га је оптужио да је спроводио насиље према граничарима и да новим друмом обезбјеђује у случају рата лакши продор турске војске у Славонију. Љубибратић је због тога окован и послан у затвор у Осијек. Када је цар Јосиф II 1768. по први пут обилазио Војну крајину, био је задивљен великим редом у градишкој регименти, добро утврђеним мостовима, добрим путевима, ушореним селима и новим кућама. Пошто је цар сазнао да је све то било дјело пуковника Љубибратића, одмах га је унапредио у генерала.

## Фелдмаршал-лајтнант
Генерал Љубибратић је прекомандован у Карловац, у коме је био фелдмаршал-лајтнант. Једно вријеме био је дивизионар при славонском генералштабу у Осијеку, а онда је 1777. одређен за команданта у Кремони у Италији. Није био задовољан том прекомандом, па је након двије године молио да изађе пред цара, а кад му молба није усвојена, он је самовољно дошао у Беч. У Бечу се јавио војном савјету, али наређено му је да остане затворен у свом стану, у ком је умро 21. октобра/1. новембра 1779. Завкештао је новац за фонд српских школа, за зидање торња на алмашкој цркви, за новосадску српску и за католичку болницу и за остарјеле и сиромашне.

## Симеон Пишчевић о Љубибратићу
Симеон Пишчевић у својим мемоарима спомиње свог савременика и саборца Љубибратића, да је од француске војске код Цаберта, тешко рањен у боју. Тада је био капетан Славонске ландмилиције. Пишћевић га помиње као као свог сународника, Србина и старином племића, родом из Требиња у Илирији. У младости је у Венецији научио њемачки и италијански језик. Презали у Аустрију, гдје је у служби доспјео до чина капетана. Био је висок и наочит. Рањен је са око 30 година. Била му је здробљена кост у мишици и док сви ти дијелови нису били повађени дуго се морап љечити. На љечење је дао све што је имао а доживотно је остао инвалид. Као ревносни официр остаје и даље у служби, учествује у многим биткама и добија генералски чин. Ожењен је био удовицом Чарнојевића, кћерком пуковника Атанасија Рашковића, а затим, због заслуга у служби, од царице Марије Терезије је произведен за барона и каваљера Ордена Терезије. У дубокој старости постаје и генерал и одређен за команданта у Италији, у граду Кремони, који је припадао дому аустријском, гдје умире 1783. Остао је без потомства.